# Bozkuş, Selim
Bozkuş là một xã thuộc huyện Selim, tỉnh Kars, Thổ Nhĩ Kỳ. Dân số thời điểm năm 2010 là 695 người.